# São Marcos da Ataboeira
São Marcos da Ataboeira ist ein Ort und eine Gemeinde Freguesia in Portugal
im Landkreis von Castro Verde im Baixo Alentejo gelegen mit 104,1 km² Fläche und 260 Einwohnern (Stand 19. April 2021). Die Bevölkerungsdichte beträgt 2,5 Einw./km². 